# Blanca Rosa Gil
Blanca Rosa Gil (* 26. August 1937 in Perico), bekannt als La Muñequita que Canta, ist eine kubanische Bolerosängerin.
Gil entstammt einer wohlhabenden kubanischen Familie und kam als Kind nach Venezuela. Dort engagierte sie der Produzent Arístides Borrego für ein Kinderprogramm namens Humo y Fantasía. Achtzehnjährig begann sie dann ihre musikalische Laufbahn in Havanna. 1959 erschien ihre erste LP Sombras, im Folgejahr die Single Cristal. Sie hatte Auftritte im Ali Bar Cabaret, im Rundfunk und Fernsehen und tourte durch Chile, Kolumbien und Venezuela. 1961 ging sie nach Mexiko, wo sie 1966 mit dem Bolero Hambre von Rosendo Montiel Álvarez einen ihrer größten Hits aufnahm.
Mit Songs wie Tu me hiciste mujer, Besos de Fuego und Besos Brujos war sie auch in den 1970er Jahren präsent und unternahm Tourneen durch Lateinamerika und die USA. Mehrere Jahre lebte sie in Miami, bevor sie sich in Puerto Rico niederließ. Nach einer Hinwendung zum Christentum zog sich Gil 1980 aus der Öffentlichkeit zurück. Erst ab 1990 nahm sie wieder neue Alben auf.